# هیرشهورن (راینلاند-فالتس)
هیرشهورن (به آلمانی: Hirschhorn/Pfalz) یک شهر در آلمان است که در Landkreis Kaiserslautern واقع شده‌است. هیرشهورن ۸۰۶ نفر جمعیت دارد.